# Fresnelzone

1. Fresnelzone über dem hügeligen Gelände einer Richtfunkstrecke

Als Fresnelzonen [fʀɛˈnɛl-], benannt nach Augustin Jean Fresnel, werden räumliche Bereiche der Signalübertragung zwischen Sender und Empfänger bezeichnet.
In der Funkübertragung besteht die Bedeutung der Fresnelzonen darin, dass aufgrund des Wellencharakters die Ausbreitung der elektromagnetischen Strahlung durch Hindernisse gestört werden kann, selbst wenn Sichtverbindung zwischen Sende- und Empfangsantenne besteht. Das Maß der durch die Hindernisse entstehenden Zusatzdämpfung kann mithilfe der Fresnelzonenbetrachtung berechnet bzw. abgeschätzt werden.
In der Seismik wird die erste Fresnelzone als Maß für die laterale (horizontale) Auflösung einer Messung genutzt, da sich die reflektierten Wellen kleinerer Strukturen um weniger als eine halbe Periode unterscheiden und so für gewöhnlich als gemeinsames Reflektionsereignis registriert werden.

## Funkübertragung

### Erste Zone

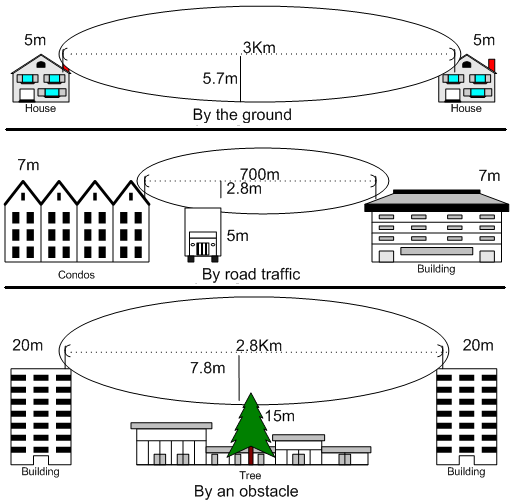
Dämpfung von Funkübertragungen aufgrund von teilweise in die erste Fresnelzone hineinragenden Hindernissen bei 6,9 GHz, 6,7 GHz bzw. 26,8 GHz

Die erste Fresnelzone ist ein gedachtes Rotationsellipsoid zwischen den Antennen, die sich in den Brennpunkten des Ellipsoids befinden. In nebenstehender Abbildung ist über einer hügeligen Erdoberfläche die erste Fresnelzone dargestellt. Am Rand des Ellipsoids beträgt der Umweg für das an Hindernissen gebeugte Signal eine halbe Wellenlänge. Innerhalb einer Fresnelzone beträgt der Gangunterschied, also der Unterschied zweier Ausbreitungswege weniger als eine halbe Wellenlänge.
Im Bereich der ersten Fresnelzone wird der Hauptteil der Energie übertragen. Diese Zone sollte frei von Hindernissen (z. B. Häusern, Bäumen, Bergen) sein. Ist dies nicht der Fall, wird die Übertragung gedämpft. Ist die erste Fresnelzone zur Hälfte verdeckt, beträgt die Zusatzdämpfung an der Empfangsantenne 6 dB. Unter Umständen ist der Empfang dann gestört oder komplett unterbrochen. In der Abbildung ist die 1. Fresnelzone frei von Hindernissen, sodass eine quasi ungedämpfte Funkübertragung möglich ist.
Die zweite und die höheren Fresnelzonen – dicker und auch etwas länger – mit einem Gangunterschied von {\displaystyle n\cdot {\tfrac {\lambda }{2}}} haben in der Praxis nur eine untergeordnete Bedeutung und werden in einfachen Berechnungen meist vernachlässigt.

### Radius

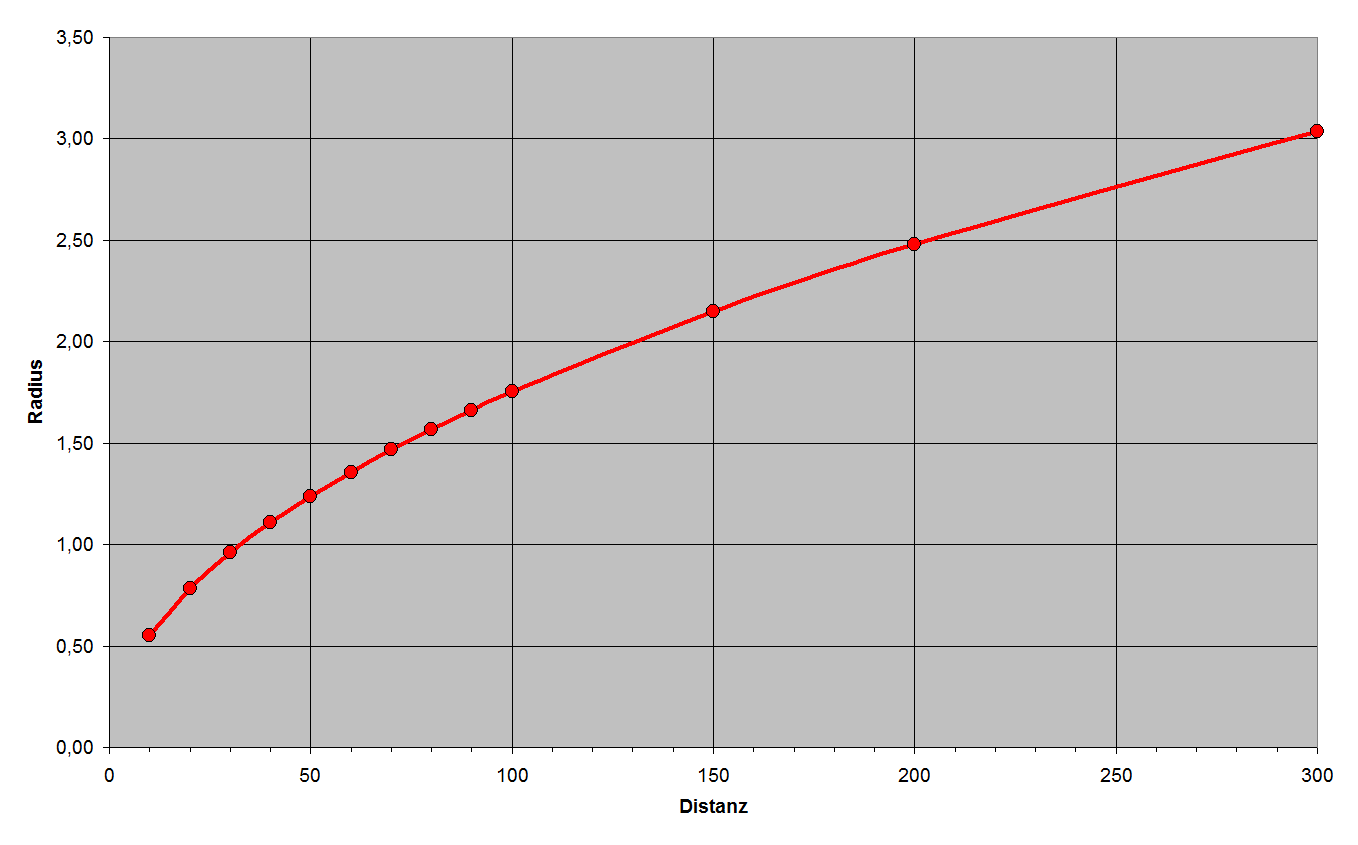
Dämpfungs-freie Zone (Distanz d und Radius r)

Der maximale Radius (halbe Dicke) {\displaystyle r} der Fresnelzone ist frequenzabhängig: Bei hohen Frequenzen mit kurzen Wellenlängen nimmt {\displaystyle r} ab. Durch die Erdkrümmung und bei großem Abstand {\displaystyle D} der Antennen zueinander kann es daher bei niedrigen Übertragungsfrequenzen bereits zu merklichen Dämpfungen kommen, obwohl noch eine direkte optische Sicht zwischen Sende- und Empfangsantenne besteht.
Der ortsabhängige Radius {\displaystyle r} der n-ten Fresnelzone lässt sich annähern durch:
{\displaystyle r={\sqrt {\frac {n\cdot \lambda \cdot d_{1}\cdot d_{2}}{D}}}}
Dabei ist n die Nummer der Fresnelzone, {\displaystyle \lambda } die Wellenlänge des Signals, {\displaystyle D} die Funkfeldlänge des Richtfunkfeldes, definiert als der Abstand zwischen den Antennen, und {\displaystyle d_{1}} bzw. {\displaystyle d_{2}} der Abstand zwischen der betrachteten Ebene und dem Sender bzw. Empfänger. Diese Annäherung gilt aber nicht für Radien nahe dem Sender bzw. Empfänger.
In der Mitte zwischen Sender und Empfänger ergibt sich der maximale Radius {\displaystyle b_{\text{max}}} der 1. Fresnelzone zu:
{\displaystyle b_{\text{max}}={\frac {\sqrt {\lambda \cdot D}}{2}}}.
Dieser Maximalradius steigt also proportional mit den Quadratwurzeln von Antennenabstand {\displaystyle D} und Wellenlänge. Deren geometrisches Mittel ergibt gerade den Maximaldurchmesser.
Durch Hindernisse außerhalb der 1. Fresnelzone kann es wegen Beugung und Interferenz sogar zu einer geringfügigen Verstärkung des Signals kommen. Geringfügig deshalb, weil der größte Teil der Energie in der 1. Fresnelzone übertragen wird.

## Seismik

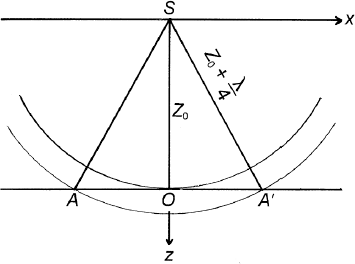
Kegelgeometrie der ersten Fresnelzone eines geraden Reflektors

In der Seismik ist die Fresnelzone ein erstes Maß für die laterale (horizontale) Auflösung einer seismischen Messung. Sie ist ein frequenz- und entfernungsabhängiger Bereich eines Reflektors, von dem der größte Teil der Energie bei einer Reflexion zurückgeworfen wird und dessen reflektierten Signale sich um weniger als eine halbe Periode unterscheiden. Wellen mit solchen Ankunftszeiten überlagern sich konstruktiv und werden so häufig als einziges Reflexionsereignis erkannt. Unterirdische Strukturen, die kleiner als die Fresnelzone sind, können in der Regel nicht mit seismischen Wellen erfasst werden. Die erste Fresnelzone kann hierbei folgendermaßen berechnet werden:
{\displaystyle r={\sqrt {\frac {\lambda z_{0}}{2}}}}
Dabei steht {\displaystyle r} für den Radius der Fresnelzone, {\displaystyle \lambda } für die dominierende Wellenlänge und {\displaystyle z_{0}} für die betrachtete Tiefe des Reflektors.
Im Zuge der Datenverarbeitung wird in der Seismik durch den Prozess der Migration die horizontale Auflösung wesentlich verbessert. Der Ansatz, die Auflösung über die Fresnelzone zu bestimmen, verliert so für migrierte Sektionen weitestgehend seine Bedeutung.

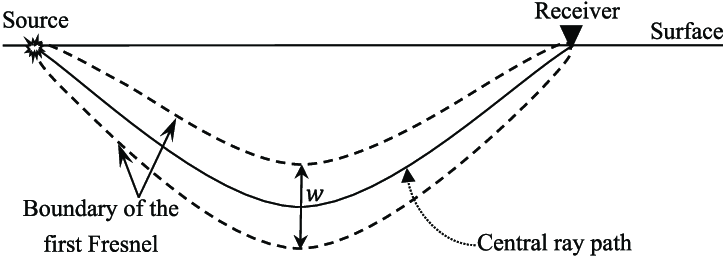
Schematische Darstellung der ersten Fresnelzone für ein Quellen-Empfänger-Paar. W bezeichnet die Breite der ersten Fresnelzone.

Ähnlich der Funkübertragung können auch Fresnelzonen zwischen einem bestimmten Sender- und Empfängerpaar ermittelt werden, um alle seismischen Strahlen zu betrachten, die am Empfänger dasselbe Signal erzeugen.